# Jarrett Hart
Pour les articles homonymes, voir Hart.
Jarrett Hart, né le 4 novembre 1980 à Londres, en Angleterre est un joueur anglais de basket-ball. Il évolue au poste d'arrière. 